# فارلم
فارلم (به انگلیسی: Farlam) یک روستا و محله مدنی در بریتانیا است که در کارلایل واقع شده‌است. فارلم ۶۶۹ نفر جمعیت دارد.